# Route nationale 91 (Estonie)
Pour les articles homonymes, voir Route nationale 91.
La route nationale 91 (Tugimaantee 91) est une route nationale estonienne reliant Narva à Udria (en). Elle mesure 26,3 km.

## Tracé
- Comté de Viru-Est
  - Narva
  - Tõrvajõe (en)
  - Kudruküla (en)
  - Narva-Jõesuu
  - Meriküla (en)
  - Udria (en)